# Карлов Володимир Дмитрович
Володи́мир Дми́трович Ка́рлов (* 1946) — український фахівець у галузі радіотехнічних та телевізійних систем, доктор технічних наук — 1988, професор — 1992, заслужений діяч науки і техніки України — 2004, державні нагороди СРСР, полковник запасу. Лауреат премії Ради Міністрів СРСР (за роботу в царині радіоелектроніки), академік Академії наук прикладної радіоелектроніки, лауреат премії імені Г. Ф. Проскури.

## З життєпису
1969 року закінчив Військову інженерну радіотехнічну академію ППО, де й лишився працювати.
Протягом 1988—1997 років — заступник начальника кафедри тактики та озброєння систем дальньої локації, в 1997—2004 роках — начальник кафедри пристроїв випромінювання та прийому сигналів радіолокаційного озброєння. Від 2006 року — завідувач кафедри радіоелектроніки.
Напрями наукових досліджень:
- розпізнавання радіолокаційних цілей різних класів у існуючих та перспективних радіолокаційних системах і комплексах приморського базування
- розроблення методик та приладів визначення ознак розпізнавання.

### Серед робіт
- «Наслідки самовпливу радіосигналів в нижніх шарах йоносфери на характеристики направленості антен радіотехнічних засобів», 1989
- «Плоскі (двовимірні) фазовані антенні решітки з адаптивним пригніченням перешкод регулюванням амплітудного розподілу», 1995
- «Системи радіозв'язку: Навчальний посібник», 2007
- «Теорія електричних сигналів та кіл: Навчально-методичний посібник», 2009
- «Оцінка можливостей виявлення цілей при наявності морського тропосферного хвилеводу», 2010

Серед зареєстрованих патентів:
- «Система керування функціональними режимами радіолокаційної станції», 2008, співавтори Вовк Олександр Іванович, Челпанов Артем Володимирович, Шматков Сергій Ігорович
- «Адаптивний пристрій фільтрації параметрів траєкторії маневруючої цілі», 2007, співавтори Гаврилкін Володимир Вільйович, Квіткін Костянтин Петрович, Луковський Олег Ярославович, Петрушенко Микола Миколайович, Челпанов Артем Володимирович,